# Eric (Il corvo)
Eric, chiamato Eric Draven in alcuni media, è un personaggio dei fumetti, protagonista della miniserie Il corvo scritta e disegnata tra il 1988 e il 1989 da James O' Barr e pubblicato dalla Caliber Comics con la collaborazione di Kitchen Sink Press. O' Barr iniziò a pensare al personaggio dopo aver perso la sua fidanzata in un incidente. Iniziò quindi a lavorare alla figura del personaggio di Eric traendo la prima ispirazione dalla sua stessa tragedia personale e la seconda dalla storia di due fidanzati uccisi per un anello da 20$ nella città di Detroit, notizia che O'Barr aveva letto su un giornale in quel periodo.
L'aspetto del personaggio è molto oscuro, la sua dialettica e il modo di relazionarsi con gli altri è ispirata palesemente alle poesie di William Blake, Percy Bysshe Shelley e di Charles Baudelaire; O'Barr si rifà alla cultura underground degli anni 80, influenzato dalla musica e dai gruppi rock dell'epoca (ad esempio The Cure, Joy Division). Il volto truccato del personaggio (chiaro riferimento a Pierrot) si ispira alla maschera del teatro francese drammatico la quale rappresenta l'Ironia; a detta dell'autore questa maschera è perfetta, poiché incarna i due lati della personalità del personaggio, ovvero il dolore e la disperazione.
Eric è un ragazzo dal fisico asciutto, ma muscoloso, dalla carnagione chiara e dai capelli neri e lunghi. Amante della musica, specialmente il rock, il ragazzo ci viene presentato anche con una forte passione per la poesia e la letteratura. Sebbene nei primi volumi non venga detto in modo esplicito, nel susseguirsi della storia diventa chiaro che Eric sia ritornato dalla morte grazie ad un corvo, il quale lo ha reso praticamente immortale: egli non è in grado di provare dolore e non può essere ucciso. Eric vive di sofferenza, guidato da una cieca follia che lo spinge ad una spietata vendetta. Dopo essere risorto, privo di freni inibitori, da ragazzo tranquillo si trasforma completamente e diventa una specie di angelo della morte che non ha nessuna forma di pietà; egli uccide in modo brutale e spesso anche persone non coinvolte con l'omicidio della sua fidanzata. È un essere vendicativo che uccide pure chi cerca di fermarlo (criminali della cerchia degli assassini suoi e della sua ragazza, comunque), inoltre manifesta forti disturbi e squilibri mentali (si taglia, ride da solo ed è fortemente masochista).
In un certo senso ha caratteristiche tipiche sia dell'eroe, sia dell'antieroe, poiché viene rappresentato come un folle disposto a tutto pur di vendicare la sua morte e quella della sua fidanzata.
Il sito web IGN ha inserito Eric Draven alla 37ª posizione nella classifica dei cento maggiori eroi della storia dei fumetti, dopo Spawn e prima del Dottor Strange.

## Biografia del personaggio
Eric Draven è un giovane ragazzo e promesso sposo di Shelly Webster. Entrambi vivono a Detroit, una città infestata da crimini e violenza al di sopra dei quali si regge il boss Top Dollar e il criminale T-Bird. Una notte Eric e Shelly si trovano in macchina, ma durante il viaggio la macchina si rompe e i due sono costretti a fermarsi in una zona isolata di Detroit. Qui, i due fidanzati vengono aggrediti da alcuni malviventi (Tom Tom, Top Dollar, T-Bird, Tin Tin e Funboy), i quali prima feriscono mortalmente Eric a colpi di pistola e poi uccidono Shelly, dopo averla brutalmente violentata. Ritrovato dalla polizia ancora vivo ma in fin di vita, Eric viene trasferito immediatamente in ospedale dove però muore poco dopo. Prima di spirare, Eric continua a dire una sola ed unica frase: « Il corvo ha detto di non guardare.»
Dopo un anno dall'aggressione, Eric ritorna in vita grazie ad un corvo, che nelle antiche credenze faceva resuscitare l'anima di una persona per poter regolare i conti contro i suoi carnefici. Truccatosi come Pierrot, Eric inizia ad uccidere i suoi carnefici: uccide prima Tin Tin e Top Dollar a colpi di pistola, dopodiché raggiunge Tom Tom e gli taglia le gambe. Prima che il criminale possa morire per la ferita, Eric scopre da quest'ultimo che l'anello di fidanzamento di Shelly è stato venduto a Gideon, un titolare di un banco dei pegni. Recuperato l'anello e ucciso Gideon (al quale distrugge persino il negozio), Eric conclude la sua vendetta uccidendo Funboy e T-Bird; il primo viene costretto da Eric a suicidarsi con un'iniezione letale, mentre il secondo viene ucciso dopo un lungo scontro tra Eric e altri criminali proprio nel posto in cui Shelly e il protagonista erano stati uccisi un anno prima. Compiuta la vendetta, Eric ritorna finalmente dalla sua amata, stavolta per sempre.

## Poteri e abilità
Mentre è in possesso dei poteri del corvo, Eric possiede delle capacità uniche. In quanto già morto, il rinato non sente alcun tipo di dolore fisico, ma tuttavia mantiene intatti i ricordi che più lo hanno fatto soffrire, ovvero quelli della sua morte. Possiede anche un fattore di guarigione (che gli permette di guarire qualsiasi ferita), sensi e istinti paragonabili a quelli degli animali, forza sovrumana, agilità felina e una mira unica, sia con i coltelli che con le armi da fuoco. Inoltre, Eric è anche in grado di vedere attraverso gli occhi del Corvo. Sempre nel fumetto si scopre che le ferite inflitte da Eric stesso non sono soggette a guarigione. Eric può inoltre sparire e ricomparire in ogni momento. Grazie alla sua agilità è in grado di compiere acrobazie impossibili per qualunque atleta umano e può volare per lunghi tratti e conosce una varietà di arti marziali. Eric può inoltre trasformarsi nel corvo che lo ha fatto tornare in vita acquisendo quindi la capacità di volare e possiede la visione notturna. Con la sua forza è in grado di far volare un uomo per notevole distanza senza sforzo. Possiede inoltre riflessi sovrumani con cui può afferrare una pistola o un coltello lanciato verso di lui senza difficoltà (come dimostrato nel combattimento con Tin Tin).
Nel film, Eric possiede altre capacità; ad esempio possiede il potere di ricordarsi di alcuni fatti (anche perduti nella sua memoria) semplicemente toccando alcuni suoi oggetti. Eric può anche appropriarsi dei ricordi di altre persone (come succede con Albrecht) per poi trasferirli in altre persone (ad esempio uccide Top Dollar facendogli sentire le trenta ore di dolore di Shelly in un istante). Anche se la persona riportata in vita dal Corvo è fisicamente invulnerabile a qualsiasi tipo di offesa fisica, nel film viene spiegato che se si colpisce il corvo, il rinato (in questo caso Eric) sarà automaticamente vulnerabile agli attacchi. L'invulnerabilità di Eric può anche scomparire quando il protagonista compie la sua missione. Questo viene rivelato ad Eric da uno spirito guida, chiamato Skull Cowboy, apparso però solo in scene che saranno poi scartate in fase di montaggio.

## Altre apparizioni
Oltre che nel fumetto originale di O'Barr, Eric fa altre apparizioni in altri prodotti cartacei legati al franchise: tra gli altri, appare come protagonista nel romanzo ufficiale del film (scritto da Kenneth Roycroft), è visto brevemente in quello del secondo film (di Chet Williamson, dove appare in sogno a Sarah insieme a Shelly per presagirle l'arrivo di Ashe Corven ed è da lei citato più volte) ed è inoltre protagonista del reboot in dieci numeri pubblicato nel 1999 dalla Image Comics: in questa versione, oltre che occuparsi di vendicare la sua morte e quella di Shelly sterminando la gang di Top Dollar, affronta altri criminali e indaga su alcuni casi di omicidio, scontrandosi con un vigilante nativo americano di nome Walker ben più spietato di lui e capace di comunicare con i lupi, e scoprendo che la tomba di Shelly è stata profanata e il suo corpo rimosso.

## Altri media

Eric Draven interpretato da Brandon Lee nel film Il corvo - The Crow.

### Cinema
- Nel film originale Il corvo - The Crow (1994), Eric Draven è impersonato da Brandon Lee, morto accidentalmente a causa di un colpo di pistola, mentre stava effettuando le riprese del film.[16] Nel film, Eric viene ucciso insieme a Shelly nel suo appartamento e scaraventato da una finestra (contrariamente al fumetto in cui vengono uccisi in strada).[17]
- Il personaggio è citato e menzionato brevemente da Sarah in una scena del film Il corvo 2 (1996), unico dei tre sequel a collegarsi alla trasposizione del primo film.
- Eric è interpretato da Bill Skarsgård nel film remake The Crow - Il corvo (2024).

### Televisione
Eric Draven è interpretato da Mark Dacascos nella serie televisiva Il corvo (1998). In questa serie il personaggio è molto diverso, poiché la sua unica ragione di vita è la redenzione, invece della vendetta.

## Curiosità
- Il cognome Draven gli è stato dato solo nel film con l'assonanza a The Raven (Il Corvo).
- L'ex wrestler Sting si è ispirato a Eric Draven per creare il suo trucco passando da Surfer Sting a Crow Sting.
- Il chitarrista degli Slipknot Jim Root si è ispirato a Eric per creare la sua maschera attuale.